# SHRIMP

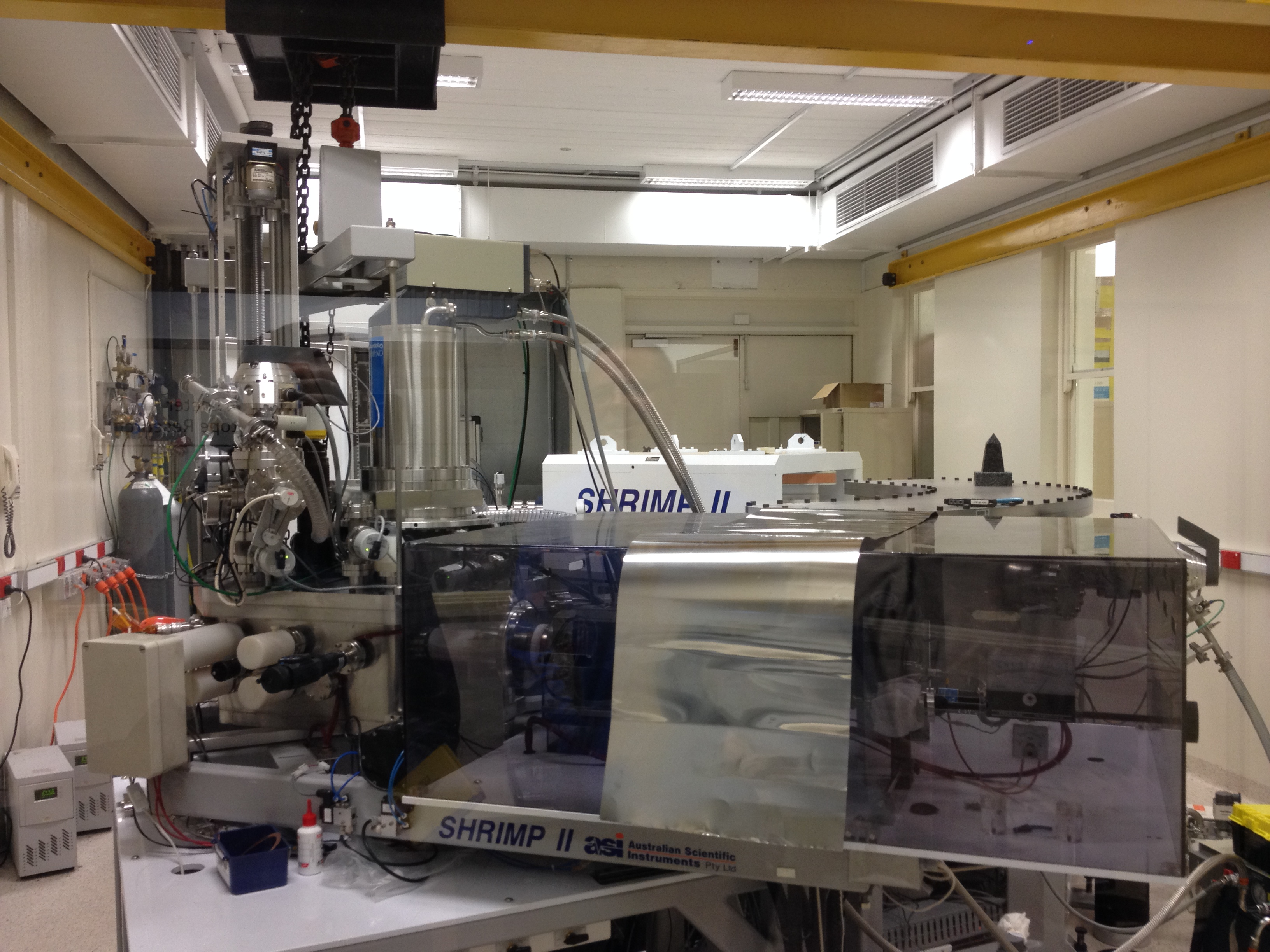
カーティン工科大学に設置されているSHRIMP II

高感度高分解能イオンマイクロプローブ（こうかんどこうぶんかいのうイオンマイクロプローブ、英: Sensitive high-resolution ion microprobe、通称SHRIMP）とは、二次イオン質量分析器を搭載したイオン顕微鏡である。イオンを走査する事により、三次元的な同位体の分布を調べる事ができる装置で、Australian Scientific Instruments社とオーストラリア国立大学の共同で開発された。
この顕微鏡は主にウラン・鉛年代測定法で利用されるが、δ7Liやδ11Bなど他の元素の同位体比測定にも利用される。

## 歴史と科学的影響
SHRIMPは、1973年にウィリアム・コムストン博士によって構想された。コムストンは個々の鉱物の粒子を分析するために、当時利用可能であったイオンプローブの感度や分解能を超えるイオンマイクロプローブを、オーストラリア国立大学の地球科学研究学院にて作ろうとしていた。光学設計者であるスティーブ・クレメントは、様々なセクターを透過するイオンの収差を最小限に抑える松田型で構成された、現在「SHRIMP-I」と呼ばれているプロトタイプの装置に基づきこの装置を設計した。1975年から1977年にかけて制作され、1978年から試験と再設計が行われた。1980年に初めて地質学的運用において成功した。
最初に科学的に大きな影響を与えたのは、西オーストラリア州のナライヤー山やジャック・ヒルズ付近にて冥王代に生成されたと思われるジルコンの発見である。当初、分析結果とSHRIMP-Iでの分析方法は疑問視されていたものの、その後従来通りの方法で分析したことで部分的に認められた。SHRIMP-Iは、チタン、ハフニウム、硫黄の同位体系を研究するためのイオンマイクロプローブの先駆者でもある。
商事会社や他の学術研究グループ、特にカーティン大学のジョン・デ・レーター博士から多くの関心が寄せられたため、1989年にレーターを中心に商業用機器である「SHRIMP-II」を構築するプロジェクトが、オーストラリア国立大学の経済学・商学群の協力を得て始動した。1990年代中頃にイオン光学的設計が洗練されたことによって、質量分解能が向上した「SHRIMP-RG（Reverse Geometry）」の開発や構築が促進された。設計技術のさらなる進歩により、数年前にフランスの企業によって市場に導入された複数のイオン集積装置や負イオンの安定同位体の測定装置、光の安定同位体専用の装置の開発作業につながった。
現在、世界中に15台のSHRIMPが設置されている。SHRIMPは、アキャスタ片麻岩を含めた最古の石の解析や、ジャック・ヒルズにて発見されたジルコンの年代特定などによる地球初期の歴史を把握するために重要な装置である。その他の重要な功績として、月のジルコンの最初のウラン・鉛年代測定法を利用した年代測定と火星の燐灰石の年代特定が挙げられる。近年では、オルドビス紀における海水温の測定やスノーボールアースの時期の特定、安定同位体の技術開発にも利用されている。

## 構造と操作

### 一次イオンカラム
ウラン・鉛年代測定法を利用して分析する際、デュオプラズマトロンの中空Ni陰極内で高純度の酸素ガスから(O2)1−の一次イオンの光線が生み出される。このイオンはプラズマから抽出され、10 kVの加速電圧によって加速される。一次イオンカラムは、イオンが目的のスポットにて全体的に密度が均等になるように生成されるようにするケーラー照明に用いられる。このスポットの直径は必要に応じて~5 μmから30 μm以上まで変更することが可能である。一般的な試料のイオン光線の密度はpA/µm2までであり、15分から20分ほどの解析で1 μm未満のアブレーションピットを形成することが出来る。

### 試料チェンバー
一次イオンは試料チェンバーの表面に対して45°の角度で入射し、90°の角度で二次イオンが放出され、一次イオンと同様に10 kVで加速される。3枚の四重極レンズによって二次イオンはスリット線源へと集約される。この設計は他のイオンプローブ法を利用する装置と異なり、イオンの状態を維持するのではなく、イオンの透過力を最大化することを目的としている。シュヴァルツシルト型の対物レンズによって、反射光を利用して分析中に試料を直接顕微鏡で観察することを可能にしている。

### 静電場アナライザー部
二次イオンはフィルタリングされ、運動エネルギーに従って半径が1272 mmの静電場部分で集約されながら90°分は反時計回りで曲がる。スリットを機械が操作することで、マグネット部に送られるエネルギースペクトルの微調整が可能となり、静電の四重極レンズはマグネット部に送られる際の収差を抑えるために用いられている。

### マグネット部と検出部
静電場アナライザー部を通った二次イオンはマグネット部で質量分離され、検出部で検出される。

### 真空系統
ターボ分子ポンプによって、SHRIMP内のイオンが通過する経路の空気が外部に排気され、イオンの透過率が最大化され、空気によってイオンの汚染を減らしている。また、試料チェンバーはクライオポンプを利用して、水を中心とした汚染物質をせき止めている。一般的にSHRIMP内部の圧力は、検出部では~7.0 x 10−9 mbar、一次イオンカラムでは~1.0 x 10−6 mbarである。

### 質量分解能と感度
通常操作ではSHRIMPは、20 カウント/秒/ppm/nA以上の感度でジルコンから鉛を5000の質量分解能で計測することを果たした。

## 世界でSHRIMPを設置している機関
| 製造番号 | 設置している機関                         | 地域                 | SHRIMPの形式 | 設置年              |
| -------- | ---------------------------------------- | -------------------- | ------------ | ------------------- |
| 1        | オーストラリア国立大学                   | キャンベラ           | I            | 1980 (2011年に引退) |
| 2        | オーストラリア国立大学                   | キャンベラ           | II/mc        | 1992                |
| 3        | カーティン工科大学                       | パース               | II           | 1993                |
| 4        | カナダ地質調査所                         | オタワ               | II           | 1995                |
| 5        | 広島大学                                 | 広島                 | IIe          | 1996                |
| 6        | オーストラリア国立大学                   | キャンベラ           | RG           | 1998                |
| 7        | アメリカ地質調査所及びスタンフォード大学 | スタンフォード       | RG           | 1998                |
| 8        | 国立極地研究所                           | 東京                 | II           | 1999                |
| 9        | 中国地質科学院                           | 北京                 | II           | 2001                |
| 10       | 全ロシア地質調査研究所                   | サンクトペテルブルク | II/mc        | 2003                |
| 11       | カーティン工科大学                       | パース               | II/mc        | 2003                |
| 12       | ジオサイエンス・オーストラリア           | キャンベラ           | IIe          | 2008                |
| 13       | 韓国基礎科学研究所                       | Ochang               | IIe/mc       | 2009                |
| 14       | サンパウロ大学                           | サンパウロ           | II/mc        | 2010                |
| 15       | グラナダ大学                             | グラナダ             | IIe/mc       | 2011                |
| 16       | オーストラリア国立大学                   | キャンベラ           | SI/mc        | 2012                |
| 17       | 中国地質科学院                           | 北京                 | IIe/mc       | 2013                |
| 18       | 産業技術総合研究所                       | つくば               | IIe/amc      | 2013                |
| 19       | ポーランド地質学研究所 - 国立研究所      | ワルシャワ           | IIe/mc       | 2014                |
| 20       | 国立極地研究所                           | 東京                 | IIe/amc      | 2014                |